# Anthony Shadid

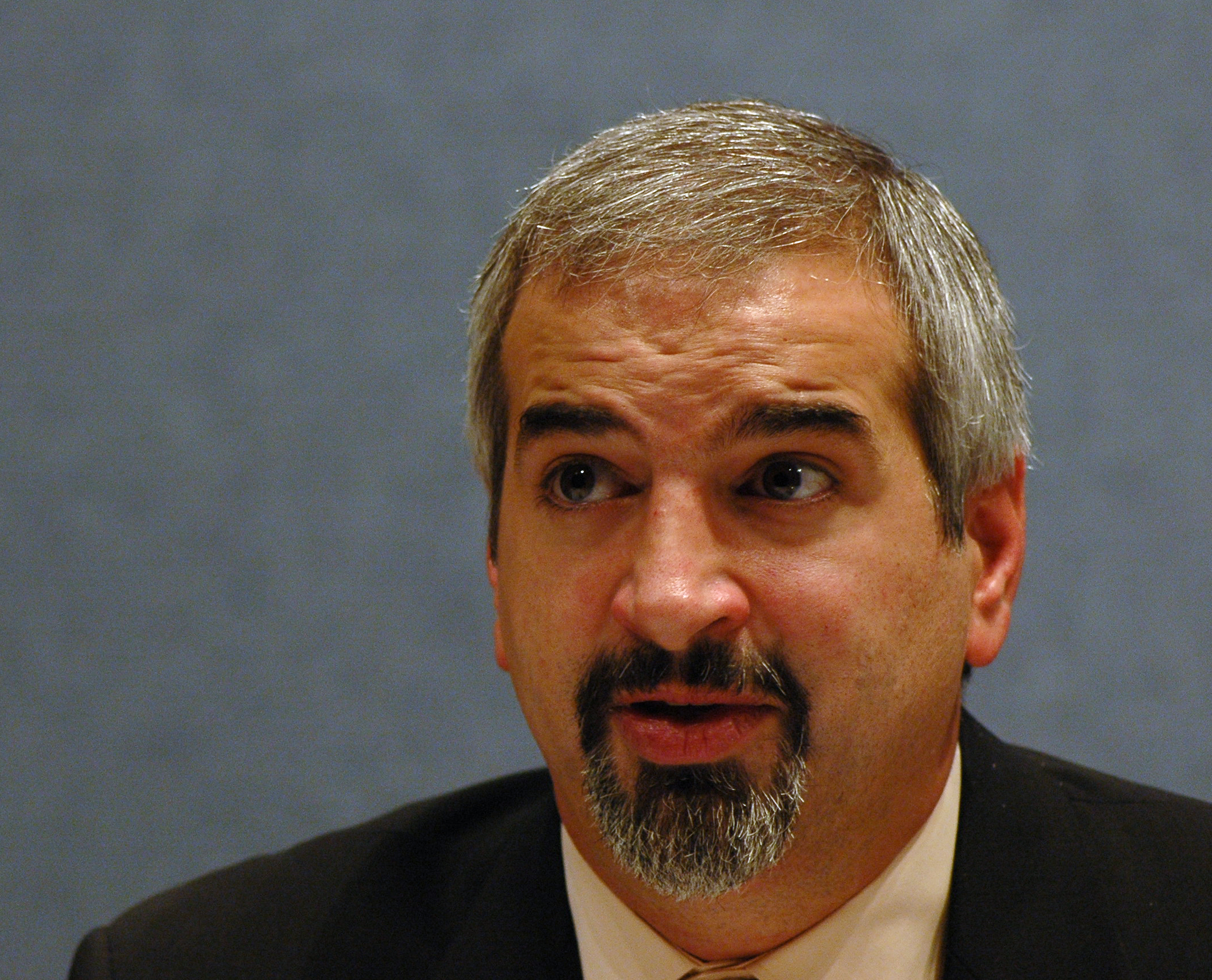
Anthony Shadid (2007)

Anthony Shadid (* 26. September 1968 in Oklahoma City; † 16. Februar 2012 in Syrien) war ein US-amerikanischer Journalist.

## Leben
Shadid wurde 1968 als Sohn einer libanesischstämmigen Familie in Oklahoma City geboren. Er studierte an der University of Wisconsin–Madison.
1995 begann die Karriere von Shadid bei der Nachrichtenagentur Associated Press in Kairo; sie führte ihn nach verschiedenen Aufenthalten bei Medien in den USA nach Bagdad, wo er Korrespondent für die Washington Post war. Seit 2009 war er für die New York Times in Bagdad und Beirut tätig. In den Jahren 2004 und 2010 erhielt er den Pulitzer-Preis für Auslandsberichterstattung.
Zusammen mit seiner Kollegin Lynsey Addario und seinen Kollegen Stephen Farrell und Tayler Hicks geriet Shadid am 16. März 2011 in die Gewalt der libyschen Armee, die die Journalisten als Feinde betrachtete. Die Journalisten wurden geschlagen und mit dem Tod bedroht. Die New York Times leitete Verhandlungen ein, die zur Freilassung am 21. März 2011 führten.
Shadid starb an einem Asthmaanfall während seiner Arbeiten in Syrien. Er war verheiratet und hatte zwei Kinder aus zwei Ehen.

## Schriften
- Legacy of the Prophet: Despots, Democrats and the New Politics of Islam; 2000
- Night Draws Near: Iraq’s People in the Shadow of America’s War; 2005

## Auszeichnungen
- 2004: Pulitzer-Preis für Auslandsberichterstattung
- 2004: Michael Kelly Award[7]
- 2006: The Ridenhour Book Prize[8]
- 2010: Pulitzer-Preis für Auslandsberichterstattung
- 2011: Ehrendoktorwürde der Amerikanischen Universität Beirut[9]